# Manuel Serrano (1741-1787)
Manuel Serrano y Rojo (Rueda, 1741-¿Madrid?, 1787) fue un arquitecto e ingeniero español.

## Biografía

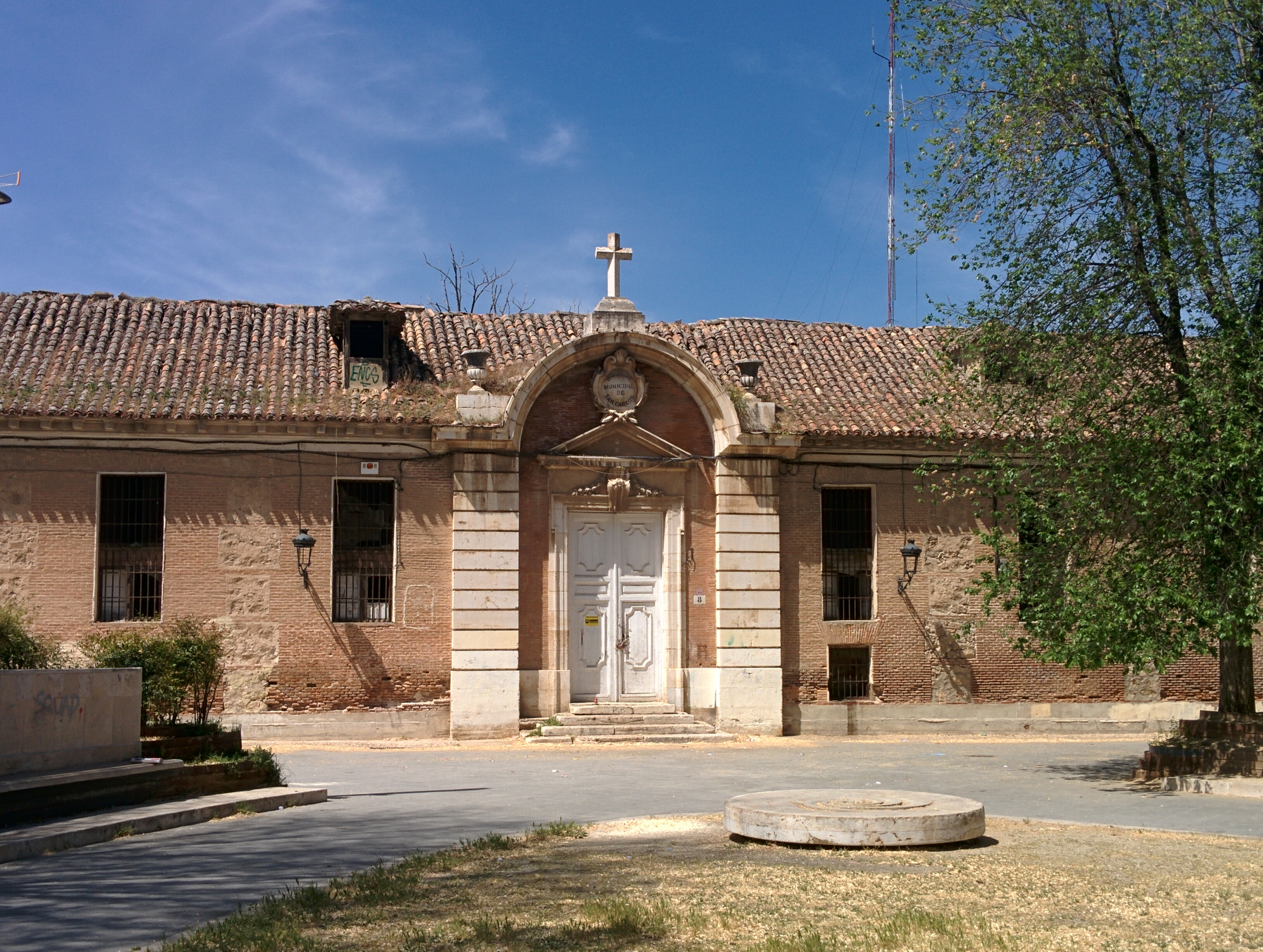
Hospital de San Carlos en Aranjuez

Hijo del también arquitecto Manuel Serrano —con quien no se le debe confundir, ya que ambos trabajaron en Aranjuez, si bien el padre habría fallecido en 1764— y Antonia Agustina Rojo, nació en la localidad de Rueda en 1741.
Fue nombrado individuo de mérito en arquitectura de la Real Academia de San Fernando el 19 de abril de 1774. En Aranjuez trazó y comenzó en 1774, siendo director de las obras de Aranjuez, un puente al final de la calle de la Reina, levantando los pilares hasta el arranque de los arcos, aunque se suspendió la obra y se hizo un paso provisional con tablones. También erigió en esta ciudad el Hospital de San Carlos, concluido en enero de 1776.
A lo largo de su vida fue responsable de numerosas obras de infraestructuras, tanto hidráulicas (proyectos en la Canal del Manzanares) como viarias.
A Serrano, un arquitecto acreditado en Madrid, Floridablanca lo llevó a Murcia, para realizar un vasto plan de obras, incluido el complejo paso del puerto de la Cadena en dirección a Cartagena (1782-1783), así como obras de defensa de la población contra las riadas del Segura, y de mejoramiento urbano. Tras estudiar y formalizar sus proyectos, estos empezaron a llevarse a cabo en 1785, bajo la dirección superior de Serrano y la inmediata de Lorenzo Alonso. Pero este plan solo se ejecutó en parte, pues se truncó tras la caída de Floridablanca. Como el murallón del Arenal y ronda de Garay debería haber corrido otro por la margen opuesta, casi paralelo, hasta más abajo de la torre del Marqués. Un nuevo puente, por la plaza de las Barcas, habría puesto en comunicación ambas rondas, adornadas con árboles y asientos, y al lado de dicho puente habría complementado ambos paseos una extensa glorieta circular. La serie de molinos de la margen derecha debía llegar al puente nuevo. De este quedó solo comenzado el estribo de la placeta de las Barcas.
A partir de 1782 fue encargado de efectuar diversas obras en la carretera de Madrid a Castilla y Galicia en las proximidades del puerto de Guadarrama así como el trazado y construcción de un nuevo acceso al palacio de La Granja de San Ildefonso para evitar el puerto de la Fuenfría. Dichos trabajos fueron detallados en la publicación Mercurio Histórico (julio de 1785). El punto de origen de esta carretera dio lugar a la actual población de San Rafael (El Espinar, Segovia), construyendo numerosos puentes (la Puente Alta de Revenga), obras hidráulicas y edificios (la desaparecida Fonda de San Rafael, entre otras). En la carretera de Castilla levantó el Puente de Santa Cecilia, entre Villacastín e Ituero y Lama (Segovia), en cuyo arco central se conserva la inscripción con su nombre.
La relación detallada de las obras ejecutadas por Serrano en el Puerto de la Cadena se publicó igualmente en el Mercurio Histórico (septiembre de 1783). Manuel Serrano diseñó la galería exterior del Palacio de Riofrío (Navas de Riofrío, Segovia), que fue uno de sus últimos trabajos.
Falleció el 28 de octubre de 1787, según consta en el libro de enterramientos de la parroquia de San Pedro el Real de Madrid, donde se indica su lugar de nacimiento, nombre de sus padres y de su esposa, Trinidad Pérez.
En su “Memorial” de 1798, Floridablanca elogió la figura de Serrano indicando que murió a consecuencia de su trabajo. 

Otro tanto diré de los directores, facultativos y arquitectos, Don Juan de Villanueva y Don Manuel Serrano, ya difunto, que merecen ocupar el primer lugar en la memoria nuestra por sus trabajos, los cuales costaron al último la vida, y presentaron un motivo justo a V.M. de dar señales de su paternal benevolencia a sus hijos y viuda.